# SV Kampong

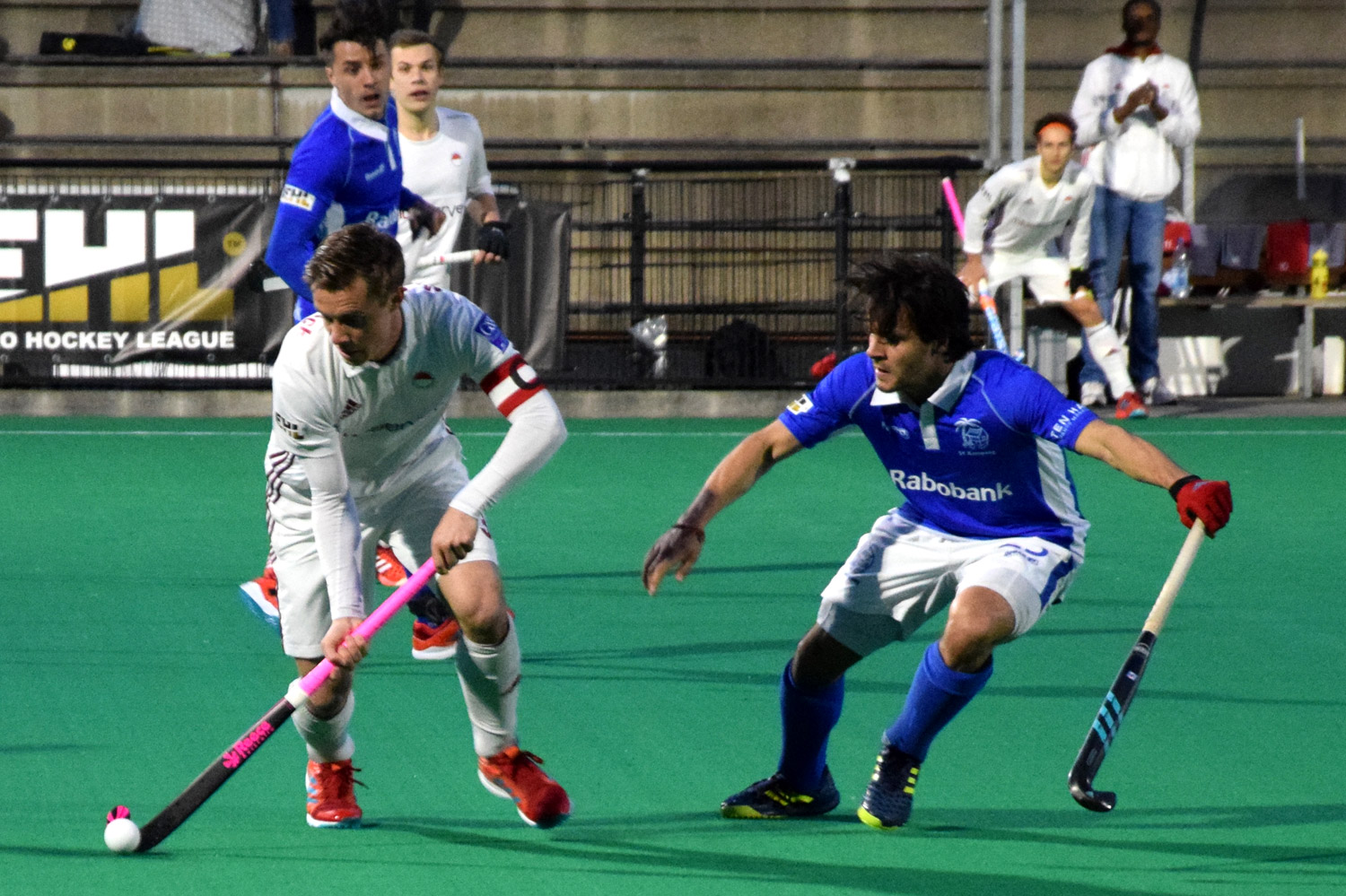
Spielszene der Achtelfinalpartie der Euro Hockey League 2017/18 Rot-Weiß Köln-SV Kampong

SV Kampong (ausgeschrieben Sportvereniging Kampong) ist ein niederländischer Sportverein in Utrecht. Er hat eine Hockey-, Fußball-, Cricket-, Squash-, Tennis und Boules-Abteilung. Die Cricket- und Fußballabteilungen wurden am 29. September 1902 gegründet.
Die Hockeyabteilung wurde am 19. Oktober 1935 gegründet und ist heute die größte und erfolgreichste Abteilung des Vereins, und mit fast 3000 Mitgliedern auch der größte Hockeyclub der Welt. Die Damen- und Herrenmannschaften spielen jeweils in der Hoofdklasse.

## Erfolge (Hockey)
| Europapokalbilanz Herren Feld |                    |        |       |             |
| Jahr                          | Wettbewerb         | Niveau | Platz | Ort         |
| 1969                          | Club Champions Cup | 1      | 3     | Brüssel     |
| 1973                          | Club Champions Cup | 1      | 2     | Frankfurt   |
| 1974                          | Club Champions Cup | 1      | 2     | Utrecht     |
| 1975                          | Club Champions Cup | 1      | 4     | Frankfurt   |
| 1977                          | Club Champions Cup | 1      | 5     | London      |
| 1986                          | Club Champions Cup | 1      | 1     | Utrecht     |
| 1987                          | Club Champions Cup | 1      | 4     | Terrassa    |
| 1991                          | Cup Winners Cup    | 1      | 1     | Terrassa    |
| 1992                          | Cup Winners Cup    | 1      | 4     | Vught       |
| 2014                          | Euro Hockey League | 1      | AF    | Eindhoven   |
| 2015                          | Euro Hockey League | 1      | VF    | Bloemendaal |
| 2016                          | Euro Hockey League | 1      | 1     | Barcelona   |
| 2017                          | Euro Hockey League | 1      | AF    | Eindhoven   |
| 2018                          | Euro Hockey League | 1      | 2     | Bloemendaal |
| 2019                          | Euro Hockey League | 1      | AF    | Eindhoven   |

- Meisterschaft:
  - Herren: 1968, 1972, 1973, 1974, 1976, 1985, 2017, 2018, 2024
  - Damen: 1994, 1995
- Meisterschaft im Hallenhockey
  - Herren: 2007, 2013
  - Damen: 2005, 2006, 2007, 2009, 2010, 2011, 2016
- Europapokal der Landesmeister bzw. EuroHockey Club Champions Cup:
  - Herren: 1986
  - Damen: 1995, 1996
- Europapokal der Pokalsieger:
  - Herren: 1991
  - Damen: 1997
- Euro Hockey League
  - Herren, Feld: 2015/16

## Erfolge (Cricket)
Der Verein konnte bislang dreimal, 1988, 1989 und 1992 niederländischer Meister im Ein-Tages-Cricket werden.